# Christian Delarbre
Christian Delarbre (Châlons-sur-Marne, 5 de setembro de 1964) , é bispo católico francês , arcebispo de Aix-en-Provence e Arles desde 5 de julho de 2022.

## Biografia

### Juventude
Christian Delarbre é filho de um soldado, nascido e batizado em 1964 em Châlons-en-Champagne . Ele vem de uma família de imigrantes italianos do início do século XX que se estabeleceram no Gers após a guerra.. Foi durante a sua cooperação na diocese de Koudougou ( Burkina Faso ) que se colocou a questão de se tornar sacerdote.

### Treinamento
Christian Delarbre é engenheiro, formado pela École centrale de Lyon .
Após dois anos de cooperação no Togo, ingressou no seminário arquidiocesano de Toulouse e estudou no Instituto Católico de Toulouse, onde obteve o doutorado. Foi ordenado bispo na diocese de Auch em 19 de maio de 1996.
Em 2007 apresentou uma tese em teologia no Instituto Católico de Paris , intitulada A Teologia do Lugar: para uma Igreja à escala urbana.

### Principais ministérios
Após a ordenação sacerdotal , Christian Delarbre serviu como vigário paroquial em L'Isle-Jourdain ( Gers ) e capelão juvenil, de 1996 a 2006. Tornou-se então vigário episcopal para a pastoral juvenil, depois membro do Conselho Episcopal, de 2006 a 2012. Ao mesmo tempo, foi nomeado pároco de. L'Isle-Jourdain e vigário geral da diocese de Auch em 2013. De 2013 a 2019, foi responsável pela formação dos diáconos permanentes da Província eclesiástica de Toulouse.
Professor de eclesiologia no Instituto Católico de Toulouse desde 1996, tornou-se seu reitor em 2018. É também membro da unidade de investigação CERES “Ética da Ciência e da Saúde”.  
Em 5 de julho de 2022, o Papa Francisco nomeou - o Arcebispo de Aix-en-Provence e Arles . Foi ordenado arcebispo no domingo, 2 de outubro de , pelo cardeal Jean-Marc Noël Aveline , arcebispo metropolitano de Marselha , auxiliado por Bertrand Lacombe, arcebispo de Auch e François Fonlupt, arcebispo de Avinhão, na presença de Celestino Migliore, núncio apostólico na França. A cerimônia foi realizada na catedral de Saint-Sauveur, em Aix-en-Provence .